# Frailea pumila
Frailea pumila ist eine Pflanzenart in der Gattung Frailea aus der Familie der Kakteengewächse (Cactaceae). Das Artepitheton pumila stammt aus dem Lateinischen und bedeutet ‚zwergig‘ und verweist auf Wuchsform der Art.

## Beschreibung
Frailea pumila wächst meist sprossend mit kugelförmigen, tiefgrünen, rötlich werdenden Körpern, die einen niedergedrückten Scheitel aufweisen und bildet Gruppen. Die Körper erreichen Durchmesser von 2 bis 5 Zentimeter. Die 13 bis 20 Rippen werden im Laufe der Zeit in Höcker gegliedert. Die gelblich braunen, sehr fein flaumigen, 1 bis 5 Millimeter langen Dornen können nur schwierig in Mittel- und Randdornen unterschieden werden. Die 1 bis 3 Mitteldornen sind abstehend, die 9 bis 14 borstigen Randdornen liegen an der Oberfläche der Körper an.
Die gelben Blüten sind bis zu 2 Zentimeter lang. Die Früchte sind grün.

## Verbreitung, Systematik und Gefährdung
Frailea pumila ist im Süden von Brasilien, in Uruguay, in Paraguay und im Norden von Argentinien verbreitet.
Die Erstbeschreibung als Echinocactus pumilus durch Charles Lemaire wurde 1838 veröffentlicht. Nathaniel Lord Britton und Joseph Nelson Rose stellten die Art 1922 in die Gattung Frailea. Ein weiteres nomenklatorisches Synonym ist Astrophytum deminutum (Buining & Brederoo) Halda & Malina (2005).
In der Roten Liste gefährdeter Arten der IUCN wird die Art als „Least Concern (LC)“, d. h. als nicht gefährdet geführt.

## Nachweise